# Feria Nacional del Libro Infantil y Juvenil Xalapa
La Feria Nacional del Libro Infantil y Juvenil de Xalapa es una feria nacional de México que se realiza anualmente en Xalapa, capital del estado de Veracruz, desde hace 31 años.
Desde 1990 ha sido uno de los encuentros académicos y culturales más importantes de cada año  en la llamada Atenas Veracruzana.
Es una de las ferias de libros más antiguas y con mayor arraigo en México, solo superada en antigüedad por la Feria Internacional del Libro de Guadalajara.
En su edición de 2012, dedicada al escritor Carlos Fuentes, logró una asistencia de 50 000 personas, lo que sumó un total de 900 mil visitantes  en la historia de la Feria, informó Alejandro Mariano Pérez, director del Instituto Veracruzano de Cultura (IVEC).

## 24.ª edición (2013)
La 24 Feria Nacional del Libro Infantil y Juvenil Xalapa 2013 se llevará a cabo del 26 de julio al 4 de agosto. Su tema es "Lectura Digital y Novela Gráfica hoy".
La Feria la realiza el Gobierno del Estado de Veracruz a través del Instituto Veracruzano de la Cultura, en coordinación con el Consejo Nacional para la Cultura y las Artes (Conaculta). El 17 de julio de 2013 se hizo el anuncio oficial.

## 26.ª edición (2015)
La edición 26.ª estuvo dedicada al poeta veracruzano Francisco Hernández Pérez. El comité organizador entregó reconocimientos a los libreros Eligio Ramírez Ríos, dueño de la librería La Rueca de Gandhi y Manuel Silva Durán por su labor de promoción de la lectura. La Feria tuvo destacados escritores como Margo Glantz e Ignacio Solares, quien presentó su libro "Cartas a una joven psicóloga", además de conciertos y talleres para el público infantil.